# Kustpilen
Kustpilen var ett samarbete för regionaltåg mellan Kalmar länstrafik och Östgötatrafiken som fanns 1995-2021. Tågen gick på järnvägslinjerna mellan Linköping och Kalmar (Stångådalsbanan), mellan Linköping och Västervik (Tjustbanan), samt tidigare även på sträckan mellan Berga och Oskarshamn som är ansluten till Stångådalsbanan. Trafiken mellan Berga och Oskarshamn lades ner 17 juni 2019. Namnet Kustpilen användes först för trafik på Blekinge Kustbana mellan Karlskrona och Malmö och var också där både ett trafikkoncept och marknadsnamnet på ett dieseldrivet motorvagnståg Y2.
Även Blekingetrafikens expressbussförbindelser har gått under namnet Kustpilen. Numera kallas den för Kustbussen, avseende busslinjerna 500 (Karlskrona - Kalmar), 600 (Karlskrona - Olofström) och 840 (Ronneby - Växjö). Namnet Kustbussen är en kvarleva från dagarna då Kustpilen drevs av Blekingetrafiken.

## Historia

### Skåne-Blekinge
Tågen började trafikera linjen Karlskrona -  Malmö i januari år 1992. Blekinge kustbana hade länge lidit av sviktande passagerarunderlag och hotades av nedläggning[källa behövs] men fick i och med introduktionen av Kustpilen ett kraftigt uppsving. 
Den ursprungliga fordonstypen för Kustpilen var en dieselmotorvagn tillverkad av Scandia/ABB i Danmark (sedermera Bombardier Transportation) med littera Y2. Motorvagnstypen finns och fanns sedan tidigare i Danmark under beteckningen IC3. De har en maxhastighet på 180 km/h. Det tåg som spårade ur vid tågolyckan i Nosaby var ett Kustpilentåg.
Från mitten av 1990-talet till 2004 trafikerade Kustpilen också sträckan Hässleholm - Helsingborg och före Öresundsbrons öppnande fortsatte en del avgångar med färjan till Helsingör och vidare till Köpenhamn. Efter invigningen av broförbindelsen började i stället Kustpilen köra direkt Karlskrona - Malmö - Köpenhamn.
Den 12 juni 2005 stängdes Blekinge kustbana för persontrafik för att möjliggöra elektrifiering av banan. Därmed hade Kustpilen gjort sitt för den ursprungliga sträckan och Y2-tågen såldes till DSB och Israel, förutom ett tågsätt till Östgötatrafiken.
Trafikkonceptet Kustpilen förekommer inte längre i Skåne/Blekinge, utan har ersatts av Öresundståg.

### Linköping-Kalmar/Västervik/Oskarshamn
Östgötatrafiken och Kalmar Länstrafik beställde Y2 och både trafiken och fordonet fick namnet Kustpilen. Trafiken startade 1996 på Stångådalsbanan mellan Linköping och Kalmar. Under en period fortsatte vissa avgångar till Stockholm via Nyköpingsbanan, således gick tåg med dieseldrift på elektrifierade bansträckor. Även Tjustbanan hade vissa avgångar som fortsatte till Stockholm, också via Nyköping. Avgångar som inte kördes med Y2 kördes med Y1-motorvagnar, vilket var något vanligare på Tjustbanan än på Stångådalsbanan.
Trafiken på Tjustbanan gick också under namnet Kustpilen sedan nya motorvagnar littera Y31 med Kustpilenmålning levererades 2010. Från 15 juni 2008 till och med 12 december 2021 kördes Kustpilen av Transdev (f d Veolia Transport) mellan Östergötlands län och Kalmar län. Kalmar Länstrafik hade huvudansvaret för trafiken även om Östgötatrafiken fortfarande stod för kostnader inom Östergötlands län.
Då konceptet i sin dåvarande form upphörde i december 2021, kördes dagligen åtta turer Linköping-Västervik och åtta turer Linköping-Kalmar med 6 Y2 och 5 Y31 i drift. I december 2014 lades tågtrafiken mellan Nässjö och Oskarshamn ned (förutom på sträckan Nässjö-Eksjö). Då började Kustpilen istället köra tåg från Oskarshamn till Berga, som där anslöt till norr- och södergående tåg. Ett tåg om dagen utgick från Oskarshamn med slutstation Linköping och vice versa. I samband med tidtabellsskiftet den 17 juni 2019 lades tågtrafiken på sträckan Berga - Oskarshamn ner permanent. Den trafiken utfördes därefter helt med buss.
Den sista operatören under konceptet var Transdev, men den övertogs 12 december 2021 av SJ. Då bytte man även varumärke till Krösatågen, ett varumärke som redan används för annan trafik i Småland. 

## Krösatågen tar över
Efter namnbytet till Krösatågen i december 2021 avser man att från 2025 börja ersätta nuvarande motorvagnar med nya tåg från den spanska tillverkaren CAF. Färgen skall föra tankarna till ”kröser”, det vill säga lingon. På de sträckor som inte är elektrifierade avser man använda fordon som både klarar el- och dieseldrift.

## Bilder

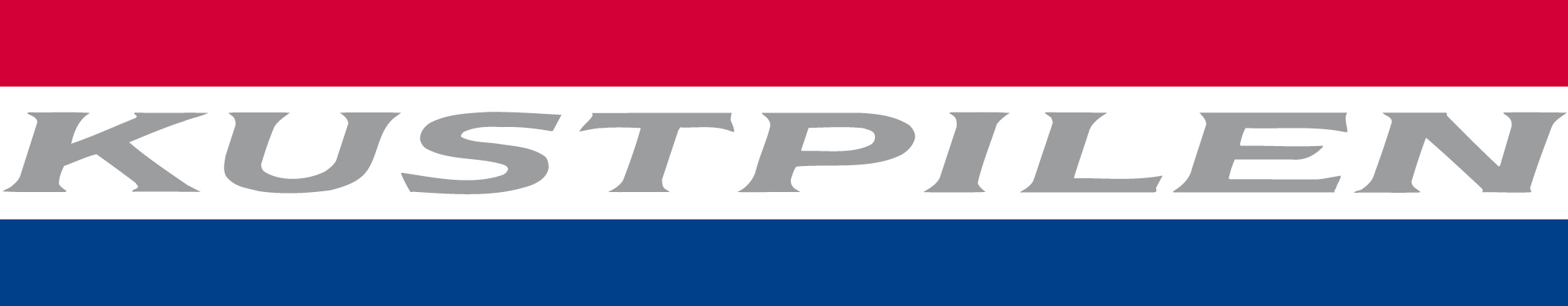
Kustpilens logotyp.
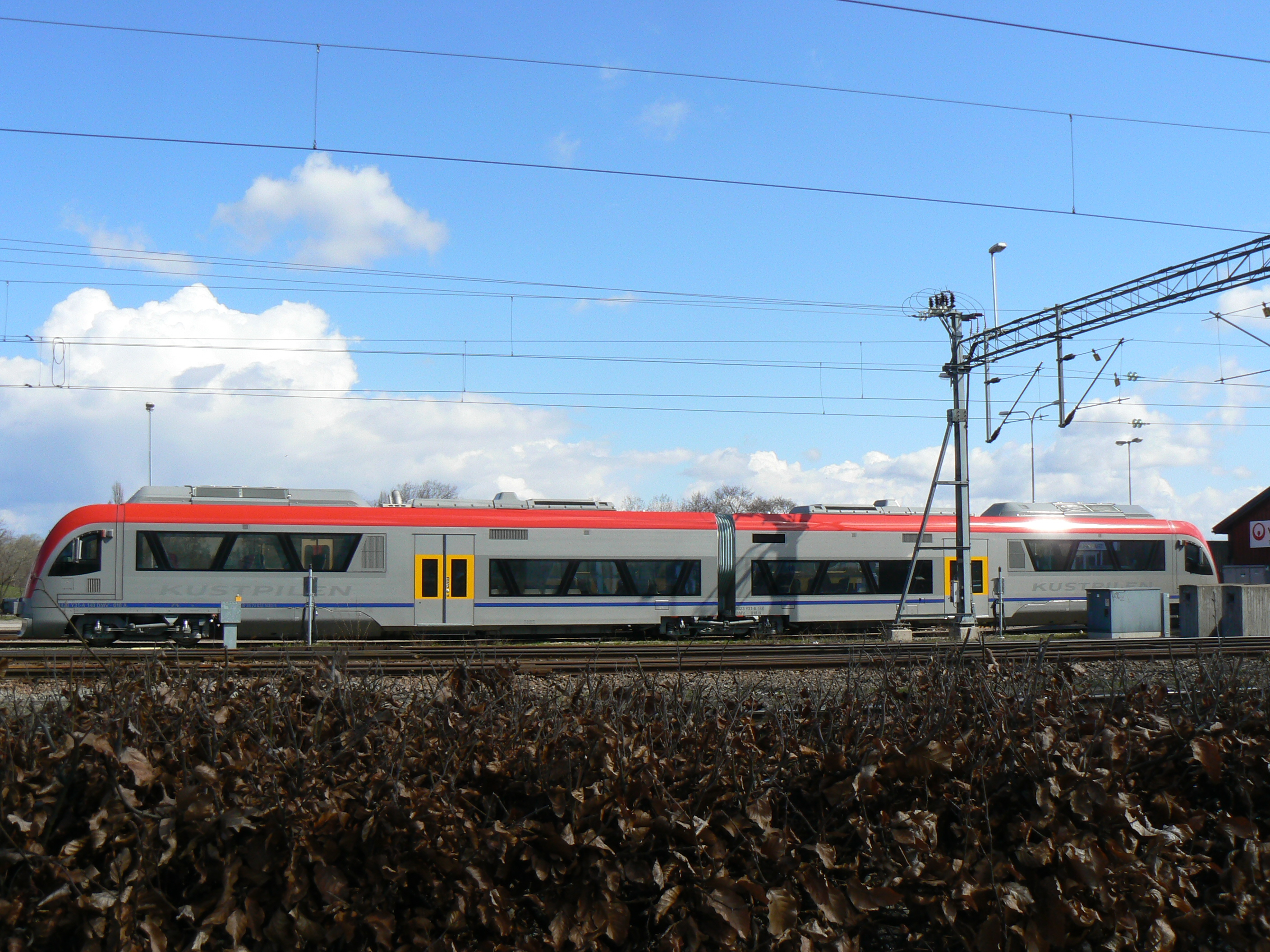
Itinotåg som Kustpil på Linköpings centralstation i april 2010
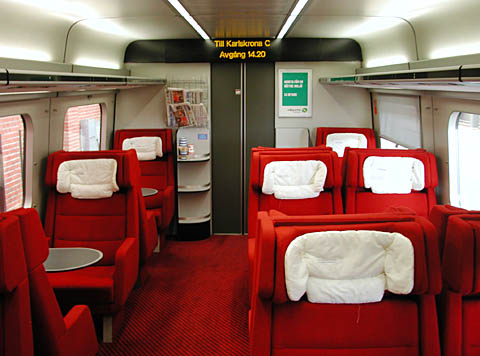
Interiör i första klass på Kustpilentåg littera Y2
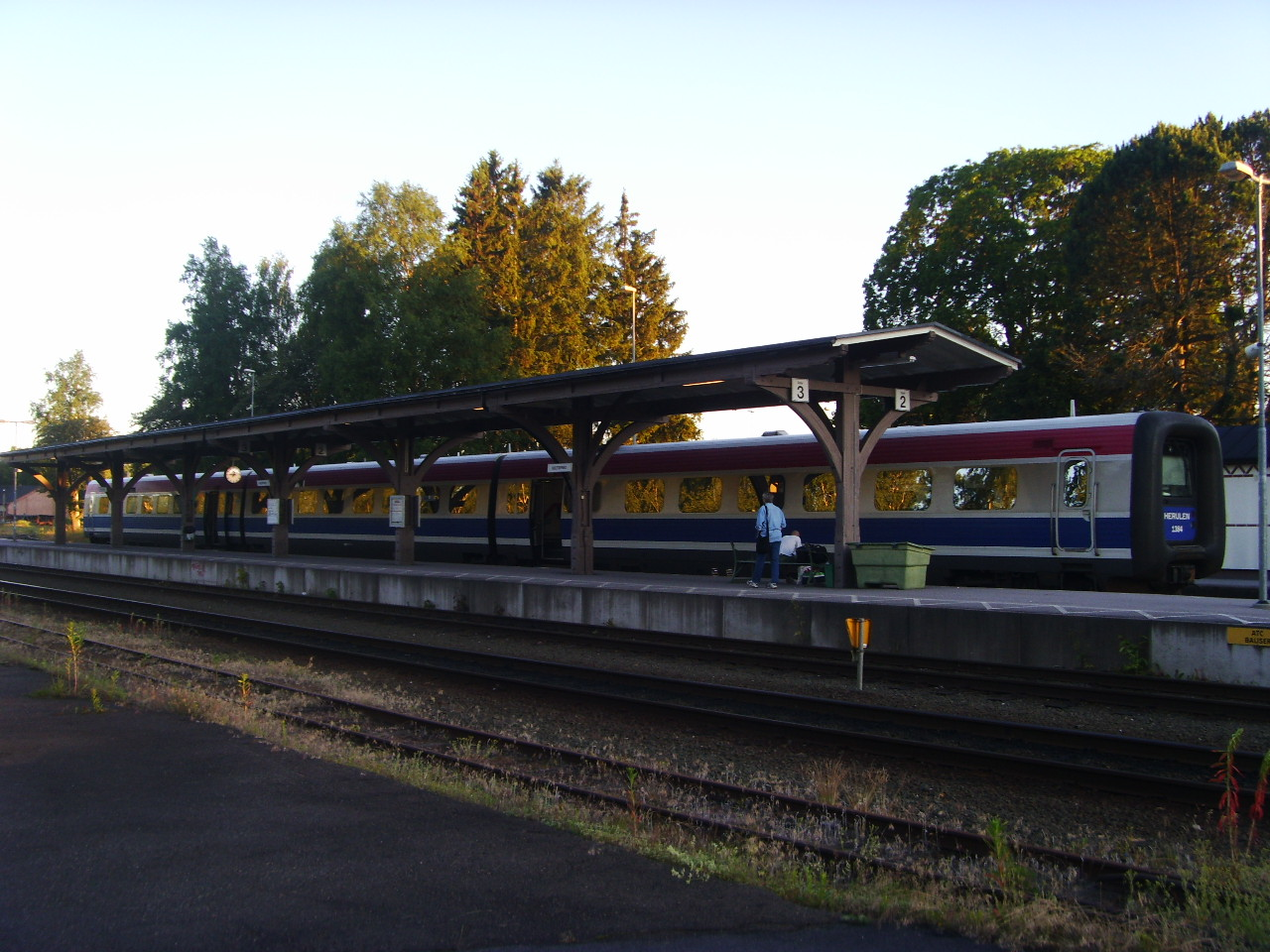
Kustpilen i Hultsfred
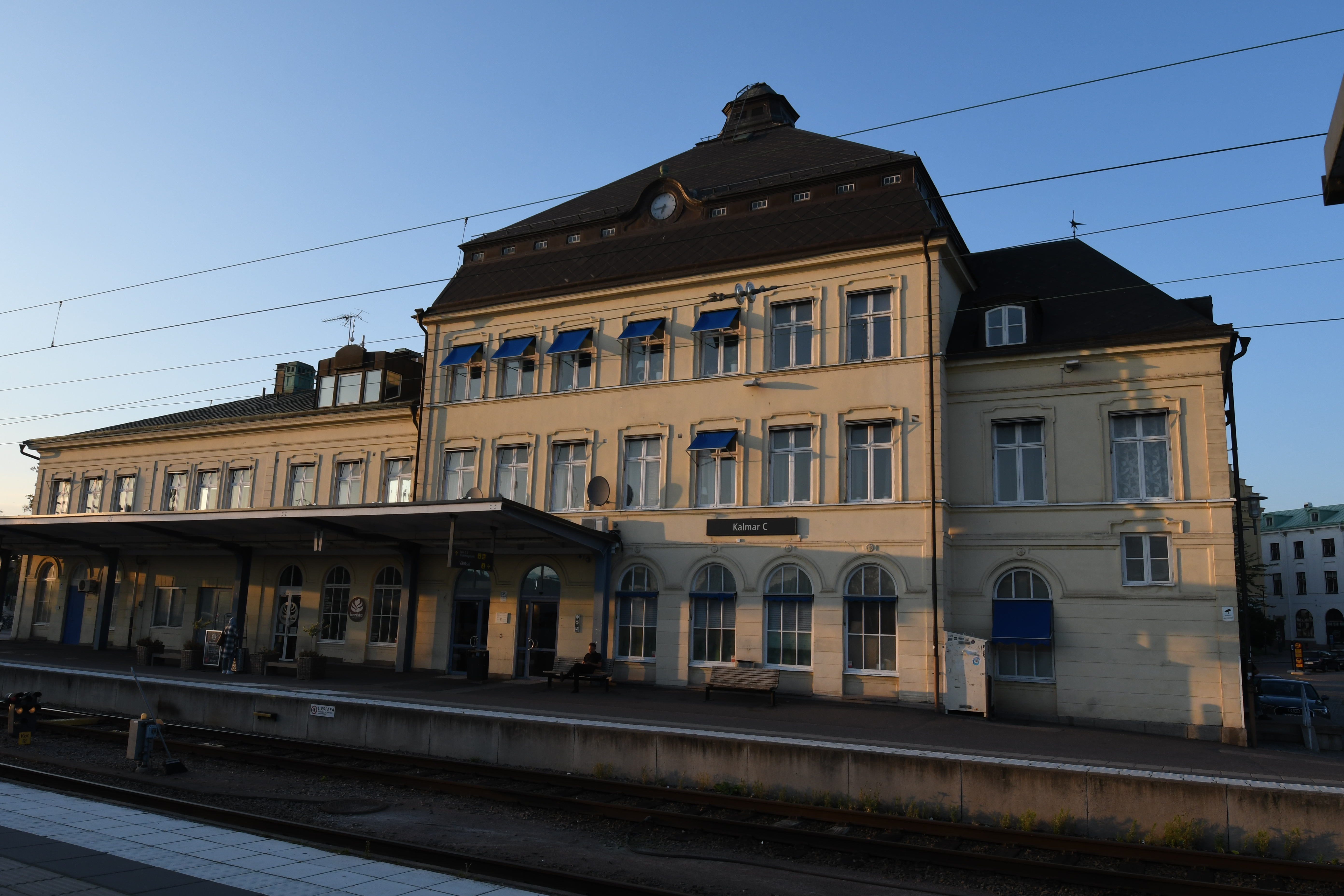
Kalmar Centralstation, var slutstationen för en av linjerna